# Krispus
Krispus (altgriechisch Κρίσπος von lateinisch Crispus ‚Krauskopf‘), auch Crispus von Korinth oder späterhin Crispus von Chalkedon, war laut Apostelgeschichte 18,8  zur Zeit der 2. Missionsreise des Paulus Vorsteher der Synagoge in Korinth. Er kam mit seinem ganzen Haus durch die Predigt des Paulus zum Glauben an Jesus Christus und ließ sich taufen. Da Krispus eine bekannte Person war – so die Darstellung der Apostelgeschichte – erfuhren viele von seiner Bekehrung, wurden gläubig und ließen sich ebenfalls taufen. Darunter sei auch Gaius von Ephesus gewesen.
Laut 1. Korinther 1,14  war Krispus der erste Bekehrte in Korinth, der von Paulus selbst getauft wurde. Paulus überließ die Taufen meist seinen Mitarbeitern; dass er bei Krispus eine Ausnahme machte, hing möglicherweise mit dessen Stellung als Synagogenvorsteher zusammen. Dass die Position des Synagogenvorstehers Ansehen brachte, ist durch verschiedene zeitgenössische Quellen belegt. Sein Nachfolger als Synagogenvorsteher wurde Sosthenes (Apg 18,17 ). Später soll er Bischof von Ägina geworden und als Märtyrer gestorben sein. Krispus wird zu den Siebzig Jüngern gezählt. Nach orthodoxen Quellen wurde Crispus später Bischof von Chalkedon, nach katholischer Überlieferung war er Bischof von Aegina.
Crispus ist ein auch sonst bezeugter römischer Beiname mit der Bedeutung „Krauskopf.“
Krispus wird als Heiliger verehrt; sein Gedenktag ist der 4. Oktober.